# Charles Whitney Gilmore
Charles Whitney Gilmore   (Nova York, 11 de març de 1874 - Nova York, 27 de setembre de 1945) fou un paleontòleg estatunidenc que va donar nom a dinosaures d'Amèrica del Nord i Mongòlia, inclòs el sauròpode del període Cretaci alamosaure, alectrosaure, Archaeornithomimus, bactrosaure, braquiceratop, Chirostenotes, mongolosaure, parrosaure, pinacosaure, estiracosaure i Thescelosaurus.